# جورج وايلي
جورج وايلي (بالإنجليزية: George E. Wiley)‏ كان دراج أمريكي. سبق أن شارك في دورة الألعاب الأولمبية الصيفية وفاز بميدالية أولمبية.

## الميداليات
| الميدالية | المسابقة                       |
| --------- | ------------------------------ |
| فضية      | الألعاب الأولمبية الصيفية 1904 |
| برونزية   | الألعاب الأولمبية الصيفية 1904 |

## روابط خارجية
- جورج وايلي على موقع أرشيف الدراجات (الإنجليزية)
- جورج وايلي على موقع اللجنة الأولمبية الدولية (الإنجليزية)
- جورج وايلي على موقع أوليمبيديا (الإنجليزية)
- profile